# Arkvaz
Arkvāz (farsi ارکواز) è il capoluogo dello shahrestān di Malekshahi, circoscrizione Centrale, nella provincia di Ilam. Aveva, nel 2006, una popolazione di 14.225 abitanti.